# Restseitenbandmodulation

Filterkurve für Restseitenbandmodulation

Die Restseitenbandmodulation (en. VSB-Modulation von Vestigial SideBand Modulation) ist eine Variante der Amplitudenmodulation und kann sowohl für analoge als auch digitale Signale verwendet werden, z. B. Fernsehen. Der Vorteil bei analoger VSB liegt gegenüber einer Amplitudenmodulation mit zwei identischen Seitenbändern sowohl in der reduzierten Bandbreite als auch einem kleineren Energiebedarf durch Einsatz eines Tiefpassfilters.
Sie gestattet eine Übertragung mit kleiner Bandbreite bei höherer Signalqualität und geringem Schaltungsaufwand für den Demodulator. Dazu wird im Sender über ein Filter nach dem Modulator eines der beiden Seitenbänder bis auf einen Rest unterdrückt. Die Trägerschwingung wird nur mit verminderter Leistung übertragen und das zweite Seitenband wird nicht gedämpft. Somit kann sie als „teilweise“ Einseitenbandmodulation beschrieben werden (bei der Einseitenbandmodulation wird ein Seitenband und der Träger komplett ausgefiltert).
Hauptursache für diese Variante sind die einfacheren Filter hinter dem Modulator, weil diese keine rechteckförmigen Durchlasskurven besitzen müssen, um das unerwünschte Seitenband exakt „abzuschneiden“.
Die Restseitenbandmodulation wird beispielsweise bei der Aussendung von analogen Fernsehsignalen angewandt, da die Seitenbänder sehr nah an der Trägerfrequenz liegen. Dies tritt auf, wenn das auf die Trägerfrequenz aufmodulierte Signal Anteile niedriger Frequenz enthält oder Gleichspannungsanteile (beim Fernsehen: mittlere Helligkeit des Bildes) übertragen werden sollen.
Im Zusammenspiel mit einem im Empfänger benutzten Bandpass mit einer speziellen Flankenform (Nyquist-Flanke) kann die Signalverarbeitung, insbesondere bei niedrigen Modulationsfrequenzen, vereinfacht werden. Eine Anwendung ist z. B. das amplitudenmodulierte Bildsignal beim Fernsehfunk.